# Prodigy Communications Corporation
Prodigy Communications Corporation fu un servizio dialup (conosciuto come "mega-BBS") per personal computer negli Stati Uniti. 
Prodigy fu fondata nel 1984 a Trintex, una joint venture fra CBS, IBM, e Sears, Roebuck & Co. 
CBS lasciò nel 1986 con il CEO Tom Wyman.
Il servizio raggiunse nel 1988 Atlanta, Hartford, e San Francisco.
Seguì un lancio nazionale il 6 settembre 1990.
Grazie ad una campagna massiccia ed aggressiva su vari media, ottenne la sottoscrizione di circa un milione di utenti in breve tempo.